# کستر
شهر کستر (به فرانسوی: Castres) در شهرستان تارن در ناحیه پیرنه میانه با جمعیت ۴۳٬۱۴۱ نفر در کشور فرانسه واقع شده‌است